# Карфили
 За едноименния град в Уелс вижте Карфили (град).  
Карфѝли (на английски: Caerphilly; на уелски: Caerffili, Кайрфѝли, звуков файл и буквени символи за английското произношение ) е административна единица в Уелс, със сатут на графство-район (на английски: county borough), създадена с акт през 1994 г.
Намира се в Южен Уелс и граничи с историческите графства Гламорган и Мънмътшър. Главен административен център е село Хенгойд, а най-голям град е Карфили.

## Градове
- Абербаргойд
- Аберкарн
- Баргойд
- Бедуас
- Блекуд
- Гелигайр
- Карфили
- Кръмлин
- Нюбридж
- Римни
- Риска
- Сенгхенид
- Ъстрад Мънах

## Села
- Хенгойд